# ناثان ووكر
ناثان ووكر (بالإنجليزية: Nathan Walker)‏ هو لاعب هوكي الجليد بريطاني، ولد في 7 فبراير 1994 في كارديف في المملكة المتحدة.

## وصلات خارجية
- ناثان ووكر على موقع دوري الهوكي الوطني (الإنجليزية)
- ناثان ووكر على موقع EliteProspects.com (الإنجليزية)
- ناثان ووكر على موقع Eurohockey.com (الإنجليزية)
- ناثان ووكر على موقع HockeyDB.com (الإنجليزية)
- ناثان ووكر على موقع Hockey-Reference.com (الإنجليزية)